# Cryptoblepharus poecilopleurus
Cryptoblepharus poecilopleurus, comúnmente llamada lagartija ojos de serpiente o moko uri uri en idioma rapanui, es una especie de lagarto escamoso del género Cryptoblepharus, incluido en la familia Scincidae.

## Distribución
Esta especie se encuentra distribuida en islas del Pacífico: archipiélago Bismarck, islas Salomón, islas Marianas, islas Marquesas, islas Marshall, Palaos, Fénix, Pitcairn, Samoa, Polinesia Francesa, islas de la Sociedad, Tahití, las islas Tuamotu, Tonga, islas Gilbert, Wake, islas Cook (Rarotonga), Nueva Bretaña, alrededores de Nueva Irlanda (Ambitle, Malie), isla del Coco, Guam, Rota, Aguijan, Tinian, Saipán, Anatahan, Sarigan, Guguan, Alamagan, Agrihan, isla Asunción, Maug, Samoa, isla de Pascua, e islas del Perú.

## Características
Es una lagartija extremadamente delgada; tiene el cuerpo de aspecto algo aplanado. El párpado tiene una ventana transparente, haciendo que parezca permanentemente abierto, lo que le permite ver incluso cuando el párpado está cerrado. El ojo está rodeado de escamas pequeñas, granulares. Presenta escudos frontoparietales e interparietales normalmente fusionados, formando un gran escudo que dibuja aproximadamente el contorno de un diamante. La frente es corta, casi tan larga como ancha. Las extremidades son relativamente pequeñas, pero están bien desarrolladas, con patas pentadáctilas con dedos largos, subcilíndricos.
El cuerpo es de color marrón-negruzco, con tres rayas doradas las que se fusionan en dos en la cola. Los bordes inferiores de las franjas son irregulares, pero los bordes del extremo superior son bien definidos. El área central dorsal es de un color cobrizo más intenso que las rayas dorsolaterales, que son bronceadas.

## Localidad tipo
Ablepharus poecilopleurus  —hoy Cryptoblepharus poecilopleurus— es la especie tipo del género Cryptoblepharus Wiegmann  1834.
La localidad tipo de Ablepharus poecilopleurus Wiegmann 1836 es «Isla Pisacoma, Perú»; sin embargo, aún se debe confirmar su existencia en islas de América del Sur.

## Hábitat y comportamiento
Este lagarto trepa rápidamente sobre las rocas y troncos de árboles. Suele permanecer próximo a la costa marina. Han sido capturados debajo de cortezas de árboles, aunque también busca refugio en grietas entre las rocas. A menudo se encuentra en suelos con arena suelta. Las grandes escamas que cubren la piel de la cabeza y el cuerpo, resultan ser útiles defensas contra los depredadores. Se retuerce fuertemente al ser tomado con las manos.

### Alimentación
Su dieta incluye insectos y arácnidos.

## Conservación
El último ejemplar encontrado en Guam fue registrado en el año 1969, por lo que la situación de la especie en esa isla es desconocida. El hábito de este lagarto de esconderse bajo la corteza de los árboles u otros espacios cerrados, la torna vulnerables a la depredación de pequeñas serpientes asilvestradas.

### Sinonimia
- Ablepharus poecilopleurus WIEGMANN 1836: 202
- Ablepharus boutoni poecilopleurus BOULENGER 1887
- Ablepharus heterurus GARMAN 1901 (fide MERTENS 1931)
- Ablepharus boutoni poecilopleurus MCGREGOR 1904
- Ablepharus boutoni poecilopleurus MERTENS 1931: 129
- Cryptoblepharus poecilopleurus GREER 1974: 21
- Cryptoblepharus poecilopleurus MYS 1988: 131
- Cryptoblepharus poecilopleurus MCKEOWN 1996
- Cryptoblepharus poecilopleurus HORNER 2007

## Subespecies
Posee una subespecie endémica de la isla de Pascua: Cryptoblepharus poecilopleurus paschalis GARMAN 1908,  la que cuenta con el sinónimo de Cryptoblepharus boutoni paschalis BARBOUR & LOVERIDGE 1929. 